# Маура Мханде
Маура Мханде (*д/н — 1652) — 12-й мвене-мутапа (володар) Мономотапи в 1629—1652 роках. Відомий також як Дон Філіпе.

## Життєпис
Походив з династії Мбіре. Старший син мвене-мутапи Негомо Чирісамгуру. Можливо близько 1560 року хрестився разом з батьком, отримавши ім'я феліпе (за іншими відомостями це сталося у 1590-х роках). 1589 року після смерті Негомо спробував захопити владу, але зазнав поразки від стриєчного брата Гаці Русере. Ймовірно втік до Софали, що була під владою португальців.
Зі сходження на трон Ньямбу Капарарідзе 1623 року знову спробував захопити владу, але вкотре зазнав поразки. Лише 1629 року після повалення Ньямбу португальськими військами отримав трон. Втім вимушений був підписати угоду, за якою передавав португальцям золоті копальні Каранга, землі на південь від річки Замбезі та розширивши область навколо Тете. Фактично визнав зверхність Португалії, визнавши за нею право визначати спадкоємця трону. замість куруви (данини) за золоті копальні Португальські торгівці та губернатори якої в Софалі протягом усього панування Мауре Мханде посилювали свій вплив, захопивши контроль на усіма торгівльними шляхами.
Згодом надав право португальцям отримувати маєтності (празо) в межах держави. Власники цих маєтків — празоси — отримали статус вождів та право збирати данину з місцевого населення. Також домініканські місіонери отримали право створити в столиці Мономотапи католицьку парафію.
Наприкінці 1631 року за підтримки прикордонних вождів проти нього повстав Ньямбу Капарарідзе, який здобув декілька перемог, захопивши столицю. Лише за підтримки португальців мвене-мутапа зумів перемогти останнього. Але той продовжив боротьбу.
Разом з тим активно допомагали мвене-мутапи приборкати вождіства Кітеве, Маданда, Барве, Маньїка, які втім визнали водночас зверхність Португалії. З початку 1640-х років фактичним правителем цих областей був португалець Сіснандо Діас Байяо. 1644 року останній спробував повалити мвене-мутапу, поставивши на трон його молодшого брата Купіку, але Сіснандо помер під час кампанії, тому Маура Мханде зумів зберегти владу. Разом з тим область Торва відокремилася від Мономотапи.
Помер Маура Мханде 1652 року. Йому спадкував син Сіті Казурукамусапа.